# Tony Jarrett
Anthony Alexander "Tony" Jarrett, född den 13 augusti 1968 i London, är en engelsk/brittisk före detta friidrottare som tävlade under 1990-talet i häcklöpning.
Jarretts genombrott kom när han 1987 blev europamästare för juniorer på 110 meter häck. Han deltog även vid Olympiska sommarspelen 1988 i Seoul där han blev sexa på tiden 13,54. Vid Samväldesspelen 1990 blev han tvåa efter walesaren Colin Jackson på tiden 13,34. En andra plats blev det även vid EM i Split samma år där hans 13,21 var tre hundradelar efter Jackson. 
Under 1991 deltog Jarrett vid VM i Tokyo där det blev två bronsmedaljer både på 110 meter häck men även i den korta stafetten. 
Vid Olympiska sommarspelen 1992 i Barcelona slutade han fyra på 110 meter häck men på samma tid som trean Jack Pierce. Han deltog även i det brittiska lag som slutade fyra på 4 x 100 meter. Denna gång var han åtta hundradelar från den bronsmedalj som Nigeria vann. 
Vid VM 1993 i Stuttgart slutade Jarrett tvåa på 110 meter häck på personbästatiden 13,00. Återigen var det Jackson som var hans överman. Tillsammans med Jackson, John Regis och Linford Christie blev han silvermedaljör på 4 x 100 meter efter USA. Det brittiska laget noterade nytt Europarekord med 37,77.
Ytterligare en silvermedalj blev det vid Samväldesspelen 1994 där han slutade, som vanligt, efter Jackson på tiden 13,22. Samma år deltog han vid EM i Helsingfors där hans 13,23 räckte till en tredje plats efter Jackson och tysken Florian Schwarthoff.  
Under 1995 började Jarrett året med att bli trea vid IVM i Barcelona på 60 meter häck. Utomhus deltog han vid VM i Göteborg där han blev tvåa på 13,04 denna gång var det USA:s Allen Johnson som vann. 
Efter framgången i Göteborg nådde Jarrett inte samma placeringar under fortsättningen av hans karriär. Vid VM 1997 blev han utslagen i semifinalen, vid EM 1998 räckte hans 13,32 bara till en sjätte plats. Vid såväl Olympiska sommarspelen 2000 och VM 2001 blev han diskvalificerad för tjuvstart.